# Pohlita
La pohlita és un mineral de la classe dels òxids. Rep el nom del geòleg econòmic nord-americà, Demetrius Pohl (n. 1944).

## Característiques
La pohlita és un iodat de fórmula química Pb7(IO₃)(OH)4Cl9. Va ser aprovada com a espècie vàlida per l'Associació Mineralògica Internacional l'any 2022, sent publicada en el mes de novembre del mateix any. Cristal·litza en el sistema triclínic.
Segons la classificació de Nickel-Strunz pohlita XX pertany a «04.KB: Iodats amb anions addicionals, sense H₂O» juntament amb els següents minerals: bluebellita, salesita, schwartzembergita i seeligerita.
Les mostres que van servir per a determinar l'espècie, el que es coneix com a material tipus, es troben conservades al Museu Nacional d'Història Natural, l'Smithsonian, situat a Washington DC (Estats Units), amb el número de registre: 115471, i a les col·leccions mineralògiques del Museu d'Història Natural del Comtat de Los Angeles, a Los Angeles (Califòrnia) amb els números de catàleg: 76251 i 76252.

## Formació i jaciments
Va ser descoberta a la mina La Compañia, situada a Sierra Gorda, dins la província d'Antofagasta (Regió d'Antofagasta, Xile), sent l'únic indret de tot el planeta on ha estat descrita aquesta espècie mineral.